# Staven
Staven ist eine Gemeinde im Landkreis Mecklenburgische Seenplatte in Mecklenburg-Vorpommern (Deutschland). Sie wird vom Amt Neverin mit Sitz in der Gemeinde Neverin verwaltet.

## Geografie
Staven liegt etwa 14 Kilometer nordöstlich von Neubrandenburg im Grundmoränengebiet des Werder.
Umgeben wird Staven von den Nachbargemeinden Brunn im Norden, Datzetal im Osten, Neuenkirchen im Süden sowie Neverin im Westen.
Zu Staven gehört der Ortsteil Rossow.

## Geschichte
Die Gegend war früher von Slawen besiedelt.
Staven wurde erstmals 1303 als Stouen erwähnt. Der Name Staven leitet sich entweder von der Familie Stove ab, in deren Besitz der Ort im Mittelalter war, oder vom slawischen stov „Teich, Wehr, Damm“. Die romanische Kirche stammt von um 1300. Gutsbesitzer waren u. a. die Familien von Altrock (ab 1791), Seip (ab 1840), Schläger (ab 1853), Pätow (ab 1891) und von Köppen (1919–1945) sowie von Badewitz (ab   1992/96). Das spätbarocke Gutshaus vom 18. Jahrhundert wurde im 19. Jahrhundert neogotisch umgebaut und nach 1996 saniert.
Rossow wurde als Rose erstmals 1326 urkundlich erwähnt, als der Ort dem Kloster Wanzka übereignet wurde. Eine Fachwerkkirche aus dem 17. Jahrhundert wurde 1914 durch eine neogotische Kirche durch den Gutsbesitzer Wilhelm von Oertzen ersetzt.
Staven gehörte von 1957 bis 1965 zur Gemeinde Rossow, die 1965 nach Neverin eingemeindet wurde. Am 1. Januar 1969 wurde Staven wieder aus Neverin ausgegliedert und ist seitdem eine eigenständige Gemeinde.

## Dienstsiegel
Die Gemeinde verfügt über kein amtlich genehmigtes Hoheitszeichen, weder Wappen noch Flagge. Als Dienstsiegel wird das kleine Landessiegel mit dem Wappenbild des Landesteils Mecklenburg geführt. Es zeigt einen hersehenden Stierkopf mit abgerissenem Halsfell und Krone und der Umschrift „GEMEINDE STAVEN • LANDKREIS MECKLENBURGISCHE SEENPLATTE“.

## Sehenswürdigkeiten
Staven
- Dorfkirche als romanische Feldsteinkirche von um 1300 ohne Turm; hölzerner Glockenstuhl mit zwei Glocken, davon eine von 1878.
- spätbarockes Gutshaus Staven vom Ende des 18. Jahrhunderts, im 19. Jh. neogotisch umgebaut[4]

Rossow
- Dorfkirche als neogotischer, einschiffiger Putzbau von 1914; Turm mit achteckigem ziegelgedecktem Turmhelm
- Gutshaus als barocker, eingeschossiger, geputzter Fachwerkbau vom Beginn des 18. Jahrhunderts, wegen Baufälligkeit 2011/2012 abgerissen und 2013  durch ein Gemeindehaus ersetzt.

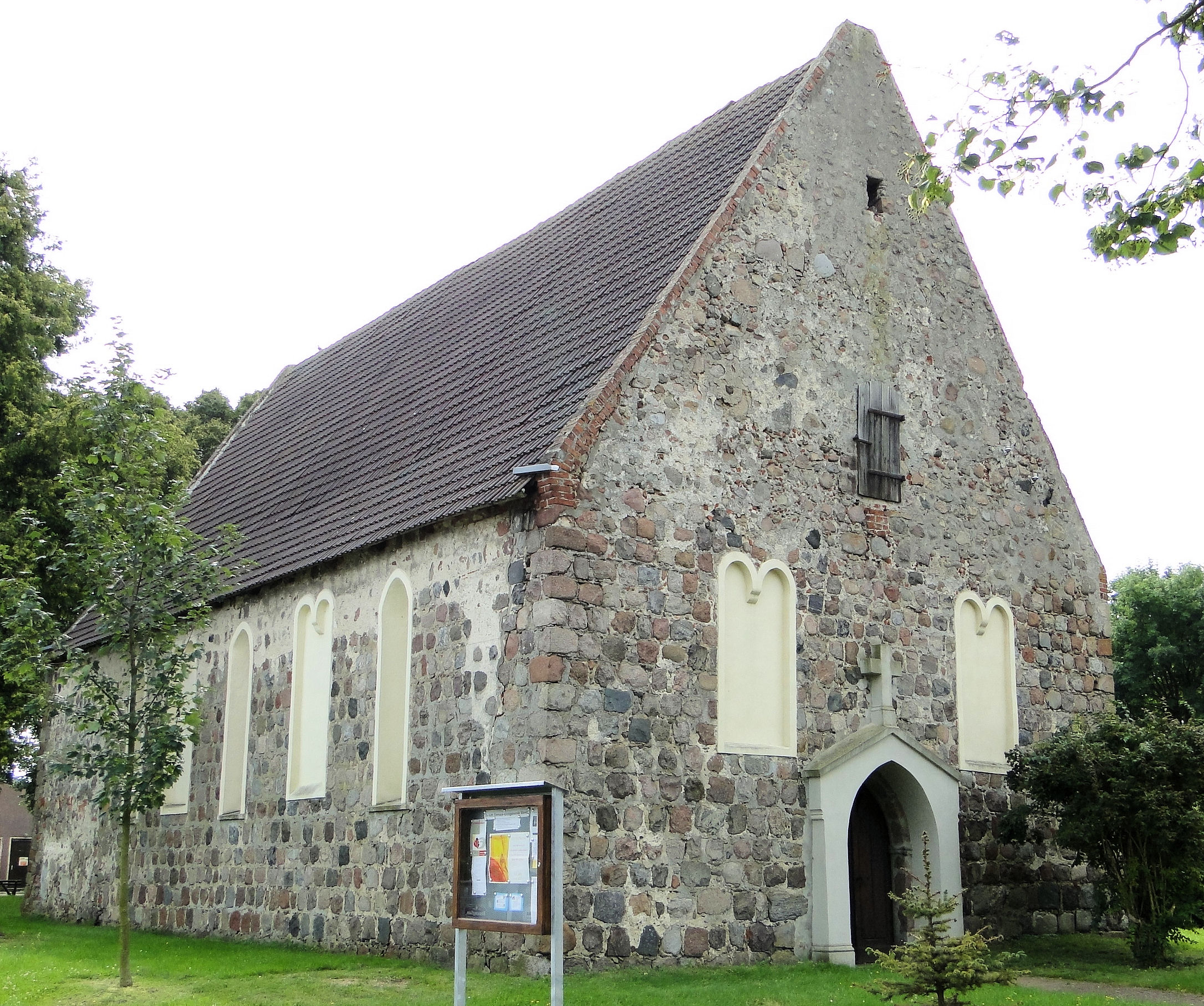
Kirche in Staven
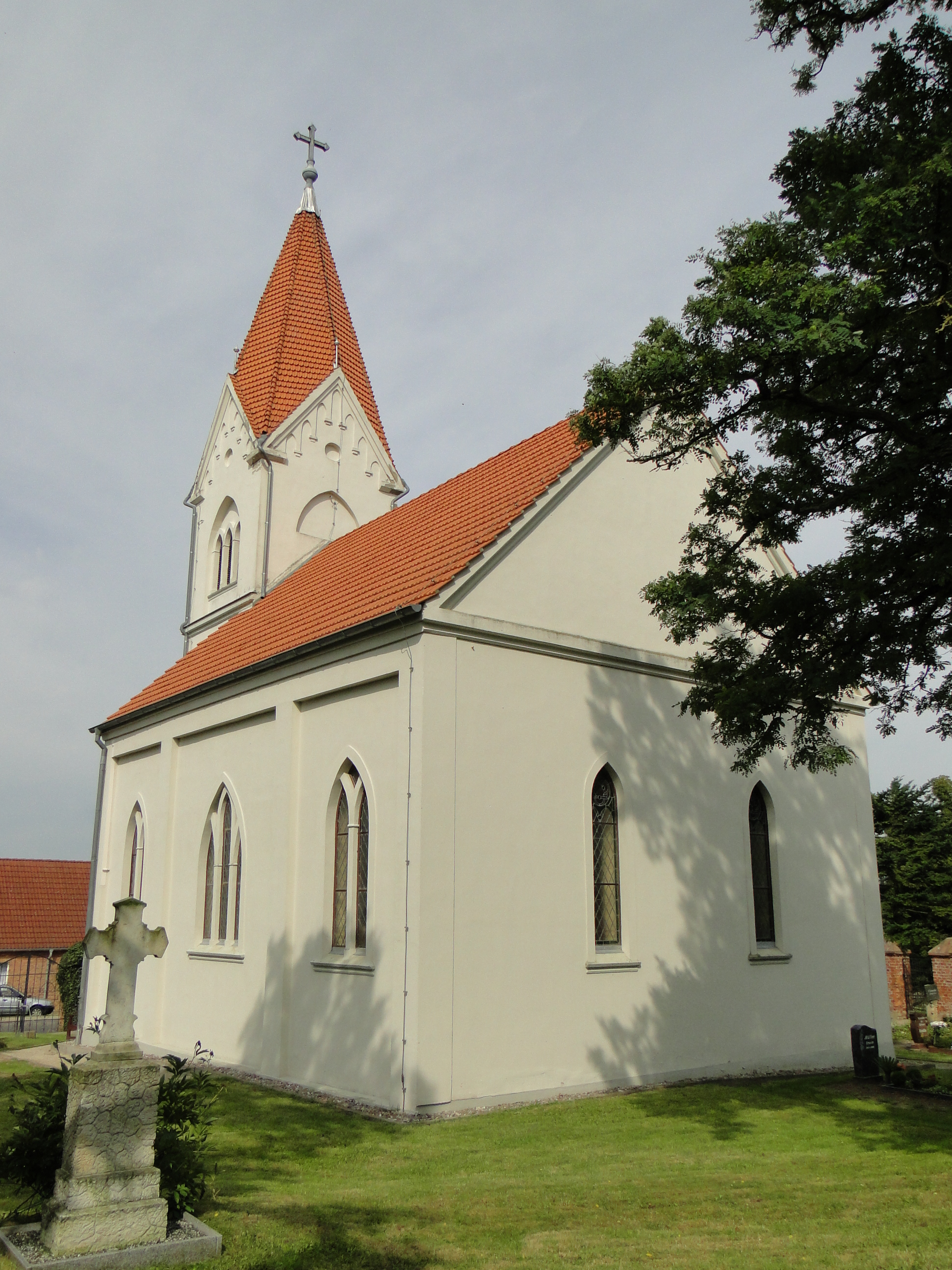
Kirche in Rossow

## Verkehrsanbindung
Die Bundesstraße 197 verläuft östlich der Gemeinde, ebenso die Bundesautobahn 20, die über die Anschlussstelle Neubrandenburg-Nord in rund sechs Kilometern Entfernung zu erreichen ist. Auf der Bahnstrecke Neubrandenburg–Friedland, an der Staven liegt, wurde der Personenverkehr am 14. Januar 1994 eingestellt.

## Persönlichkeiten
- Adolf Gideon Bartholdi, (* 1688; † 1768 in Stralsund), Pädagoge
- Friedrich Ludwig Reinhold (* 1766 in Staven; † 1832 in Woldegk), Pastor und Pädagoge
- (Georg Carl) Friedrich Reinhold (* 1793 vermutlich in Staven; † 1858 in Schönberg/Meckl.), Jurist, 1848 Mitglied der Mecklenburgischen Abgeordnetenversammlung